# SN 2001el
SN 2001el – supernowa typu Ia odkryta 30 września 2001 roku w galaktyce NGC 1448. Jej maksymalna jasność wynosiła 12,81m.